# Кумасо
Кумасо (яп. 熊襲 «медвежьи нападающие») — этническая группа, которая проживала в Южной Японии, центральной и южной частях острова Кюсю, в III—VI веках.
С экспансией раннеяпонского государства Ямато на юг, кумасо вступили с ним в вооруженный конфликт. Согласно преданиям, последний «король» местных племен погиб от руки легендарного воина Ямато Такэру. Большинство кумасо было истреблено. Те, кто уцелел, были ассимилированы завоевателями или направлены на север Японского архипелага воевать против эмиси.
Кумасо исчезли в VII веке. От их имени, которое они получили от врагов-яматосцев, происходят названия города и префектуры Кумамото.
О языке кумасо нет практически никаких сведений, кроме нескольких личных имен их вождей с характерным окончанием «-kaya» (ср. праавстронезийский корень *kaya со значением «сильный, богатый»). Элемент «-so» в этнониме «кумасо» также сравнивается с аналогичными словами в австронезийских языках, означающими «человек» или «народ».